# Radcenkove, Mirhorod
Radcenkove (în ucraineană Радченкове) este un sat în comuna Cerevkî din raionul Mirhorod, regiunea Poltava, Ucraina.

## Demografie
Componența lingvistică a localității Radcenkove
     Ucraineană (100%)
Conform recensământului din 2001, toată populația localității Radcenkove era vorbitoare de ucraineană (100%).